# 쌍봉초등학교 (전남)
쌍봉초등학교는 대한민국 전라남도 여수시 학동에 있는 공립 초등학교이다.

## 학교 연혁
- 1923년 11월 24일 쌍봉공립보통학교(4년제) 개교설립인가 10월 6일
- 1938년 4월 1일 쌍봉공립심상소학교 교명 변경[1]
- 1940년 4월 1일 6년제로 개편
- 1941년 4월 1일 쌍봉공립국민학교 교명 변경[2]
- 1949년 4월 1일 쌍봉국민학교 교명 변경
- 1949년 12월 24일 주삼국민학교 분리 이관(1학급)
- 1982년 3월 1일 병설유치원 개원
- 1985년 3월 1일 특수학급 설립
- 1987년 3월 1일 여천중앙국민학교 교명 변경
- 1992년 3월 1일 여천서국민학교(27학급) 분리 이관(1167명)
- 1994년 2월 28일 다목적강당 준공
- 1995년 3월 1일 여천동국민학교(20학급) 분리 이관(804명)
- 1996년 3월 1일 여천중앙초등학교 교명 변경[3]
- 2000년 3월 1일 쌍봉초등학교 교명 변경[4]
- 2003년 3월 1일 신기초등학교(29학급) 분리 이관
- 2019년 2월 15일 제86회 66명 졸업(졸업생수 13,813명)
- 2019년 9월 1일 제31대 정병도 교장 부임
- 2020년 1월 3일 제87회 93명 졸업(졸업생수 13,906명)
- 2021년 1월 15일 제88회 59명 졸업(졸업생수 13,965명)
- 2021년 3월 1일 13학급(특수학급 1학급 포함) 편제, 병설유치원 4학급 편제

## 학교 상징
- 교화 - 철쭉(끈기, 우아) : 철쭉꽃은 잎과 더불어 5월에 연한 분홍색으로 향기가 있고 가지에 3∼7개씩 핀다. 꽃의 윗부분에는 적갈색 반점이 있고 꽃의 지름은 5∼8Cm이며 수술은 10개인데 서로 길이가 같지 않다. 쌍봉 어린이들도 자기 소질과 특기를 계발하여 끈기있게 기르는 자세를 가져야 하겠다.
- 교목 - 설송(늠름한 기상) : 설송(雪松)은 개잎갈나무라고도 하는데 높이 30∼50m, 지름 약 3m이다. 잎갈나무와 비슷하게 생겼으나 상록성이므로 개잎갈나무라고 부른다. 가지가 수평으로 퍼지고 작은 가지에 털이 나며 밑으로 처진다. 비바람과 눈보라의 역경 속에서 사철 푸른 모습을 간직하고 있는 설송은 쌍봉 어린이의 기상을 잘 표현하고 있다.

## 참고 자료
- 쌍봉초등학교 - 한국교육학술정보원 학교알리미